# Laversine

Laversine este o comună în departamentul Ain, Franța. În 1 ianuarie 2022 avea o populație de 156 de locuitori.